# Batora: Lost Haven
Batora: Lost Haven è un videogioco di genere avventura dinamica del 2022 sviluppato da Stormind Games e pubblicato da Team17 per Microsoft Windows, PlayStation 4, PlayStation 5, Xbox One, Xbox Series S e Xbox Series X il 20 ottobre 2022. Il 6 aprile è stato pubblicato anche su Nintendo Switch e il 13 aprile su Amazon Luna.

## Trama
Batora: Lost Haven è ambientato in un mondo post-apocalittico, ispirato dai libri di Adriana Cannata(Annika Morris), con gran parte della Terra distrutta dopo un evento misterioso. La protagonista è Avril, una ragazza di 16 anni, che sta cercando di superare il trauma della morte della sorella maggiore Rose, causata dall'evento che ha colpito il pianeta. Avril e la sua amica Mila, un giorno, scoprono due amuleti collegati a due entità sconosciute, Sole e Luna. Successivamente, entrambe vengono trasportate su Gryja, il pianeta che rappresenta l'elemento terra per iniziare un viaggio che le porterà per l'intera galassia con lo scopo di risolvere il mistero riguardante l'evento che ha distrutto la Terra.
Batora: Lost Haven porta il giocatore su 4 diversi pianeti, ognuno dei quali custodisce un'essenza elementale per sviluppare e acquisire il potere fisico e mentale necessario per migliorare le abilità di Avril. La storia ha una narrazione a bivi, con i finali determinati dalle decisioni del giocatore prese durante l'avventura.

## Modalità di gioco
Batora: Lost Haven consente al giocatore di cambiare la natura di Avril tra due diverse tipologie per combattere i nemici. Quando è in modalità viola, ossia quella mentale, Avril può usare attacchi a distanza con dei poteri psichici; in modalità arancione, ossia quella fisica, la protagonista usa la propria spada per colpire i nemici in maniera melee. Tutti i nemici, eccetto gli ibridi che possono essere colpiti con entrambe le forme, hanno un colore corrispondente che indica la forma da usare per ottenere il massimo risultato possibile.
Per personalizzare la crescita di Avril, il giocatore deve raccogliere delle rune durante le missioni principali o acquistarle in determinati negozi. Ogni runa consente al giocatore di aumentare le statistiche di entrambe le forme. Per poterle utilizzare, bisognerà usare dei punti speciali ottenuti avanzando nella storia e a seconda delle scelte effettuate. Il gioco, grazie alla narrazione a bivi, permette al giocatore di sbloccare punti Conqueror o Defender a seconda delle scelte prese e che condurranno a uno dei quattro finali. Successivamente, il giocatore può giocare alla modalità New Game Plus, caratterizzata da una difficoltà maggiore ma che permetterà di utilizzare le abilità e le rune acquisite nella prima partita.
La patch 12.21, pubblicata il 21 dicembre 2022 su Steam e successivamente anche su console, ha introdotto tre diverse modalità di difficoltà, che il giocatore può selezionare durante l'avventura a seconda delle proprie necessità.

## Accoglienza
| Testata                          | Versione | Giudizio |
| -------------------------------- | -------- | -------- |
| Metacritic (media al 19-01-2023) | XBSX     | 76/100   |
| Metacritic (media al 19-01-2023) | PC       | 68/100   |
| Metacritic (media al 19-01-2023) | PS5      | 72/100   |
| The Games Machine                | PS5      | 8.7/10   |
| Spaziogames.it                   | PS5      | 8.3/10   |
| RPGFan                           | PS5      | 8.2/10   |
| The Xbox Hub                     | XBSX     | 8/10     |
| Gamesvillage                     | PS5      | 8/10     |

Batora: Lost Haven ha ricevuto recensioni "generalmente favorevoli", secondo l'aggregatore di recensioni Metacritic per la versione Xbox Series X/S e recensioni "miste o medie" per le versioni PC e PlayStation 5.
Audra Bowling di RPGFan ha valutato il gioco 82 su 100, affermando che la storia è "stimolante" e ha "un uso eccellente del processo decisionale, con splendidi artwork, musica fantastica, elementi puzzle divertenti, combattimenti emozionanti". The Games Machine lo ha definito "un fantastico action RPG isometrico, con fantastiche battaglie contro i boss e finali multipli per aumentarne la longevità". Nonostante ciò, RPGSite ha definito la narrazione "mediocre" e ha evidenziato una "struttura sottile" per il gameplay, indicando in ogni caso che il gioco offre "combattimenti adeguati e una grafica rispettabile".
Anche la colonna sonora, creata dal compositore Ron Fish, già autore delle musiche della serie Batman: Arkham e del franchise di God of War, ha ricevuto recensioni positive, inclusa quella di RPGFan, che ha sottolineato come fosse una "colonna sonora straordinaria e potente che permea il gioco".
Jason Bohn di Hardcore Gamer ha valutato il gioco con un 3 su 5, affermando che Batora: Lost Haven ha un potenziale entusiasmante e che rappresenta una "mossa intelligente" per lo studio di sviluppo. La storia inizialmente sembrava semplicistica, ma nel corso del suo sviluppo ha rivelato più sfumature per via della sua natura non lineare e degli elementi di scelta. Ha anche definito i sistemi di combattimento e di gioco di ruolo divertenti.

### Premi e riconoscimenti
| Anno | Premio                                               | Categoria                       | Risultato | Fonte  |
| ---- | ---------------------------------------------------- | ------------------------------- | --------- | ------ |
| 2019 | DStars                                               | Best New Studio                 | Vincitore | [ 19 ] |
| 2021 | WN Dev Contest per gli sviluppatori di Unreal Engine | Best Game awarded by Epic Games | Vincitore | [ 20 ] |
| 2021 | DevGAMM                                              | Grand prize                     | Vincitore | [ 21 ] |
| 2022 | Italian Video Game Awards                            | Best Italian Game               | Candidato |        |